# Nylon

Struktura nylonu-6 i nylonu-66

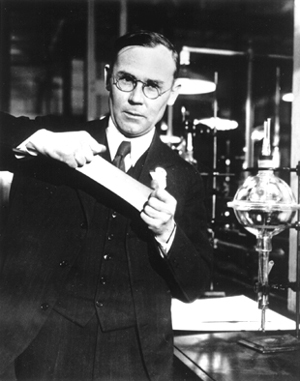
Wallace Carothers, wynalazca nylonu

Nylon – handlowa nazwa poliamidów stworzonych przez przedsiębiorstwo DuPont obecnie produkowanych przez przedsiębiorstwo Invista, która jest częścią koncernu chemicznego Koch Industries. Są to syntetyczne polimery zawierające grupę amidową służące m.in. do wytwarzania włókien syntetycznych o bardzo dużej wytrzymałości na rozciąganie i łatwo dającego się barwić. Stosowany jest przede wszystkim do produkcji dzianin, tkanin, lin i żyłek a także, ze względu na doskonałe właściwości mechaniczne, do panewek łożysk, kół zębatych itp.
Nylon został wynaleziony 28 lutego 1935 roku przez Wallace'a Carothersa w E.I. du Pont de Nemours and Company w Wilmington w USA. Wiadomość o nowym materiale podano do publicznej wiadomości w roku 1938 i w tym roku wprowadzono na rynek pierwsze produkty z nylonu: szczoteczkę do zębów z włosiem nylonowym oraz, co odbiło się większym echem, nylonowe pończochy w 1940 roku. Włókna nylonowe są obecnie używane do wytwarzania wielu rodzajów sztucznych tkanin, a nylon jako tworzywo sztuczne jest używany w wielu gałęziach przemysłu.
Często można spotkać się z oznaczeniami cyfrowymi przy słowie nylon (np. nylon-66). Jest to informacja o strukturze polimeru. Cyfry oznaczają liczbę atomów węgla w monomerach. Pojedyncza liczba (np. nylon-12) oznacza włókno otrzymane z laktamu o 12 atomach węgla. Np. z kaprolaktamu powstaje nylon-6:

Synteza nylonu-6 z kaprolaktamu

Dwie kolejne liczby oznaczają liczbę atomów węgla w cząsteczkach odpowiednio: diaminy i kwasu dikarboksylowego. A zatem nylon-612 jest kopolimerem heksametylenodiaminy (1,6-heksylenodiaminy; diaminy C6) i kwasu 1,10-dekanodikarboksylowego (dikwasu C12), a nylon-66 kopolimerem diaminy C6 i dikwasu C6 (kwasu adypinowego):

Synteza poliamidu 66 (4) z kwasu adypinowego (1) i heksametylenodiaminy (2) ze wstępnym wytworzeniem soli AH (3)

## Nazwa
Jako nazwy robocze nowego produktu funkcjonowały Rayon 66, następnie Fiber 66 i in. Przed wprowadzeniem nylonu 66 na rynek przedsiębiorstwo Du Pont intensywnie poszukiwało lepszej nazwy handlowej. W odpowiedzi na wezwanie wyższej kadry zarządzającej przedsiębiorstwem do wymyślenia lepszej nazwy spłynęło ponad 400 propozycji, z których żadna nie została zaakceptowana. W marcu 1941 Ernest Gladding, ówczesny manager Nylon Division firmy Du Pont, wyjaśnił, że pierwowzorem nazwy „nylon” było słowo nuron, kojarzące się z nowością, a jednocześnie będące czytanym wspak określeniem no-run (w znaczeniu „[rajstopy] nie puszczające oczek”). Z powodu konfliktu z istniejącymi zastrzeżonymi nazwami handlowymi, nuron został zmodyfikowany na niron. Jego mankamentem był z kolei fakt, że słowo to można wymawiać na 4 różne sposoby, w związku z czym literę „i” zmieniono na „y”, dając ostatecznie „nylon”.
Funkcjonuje też kilka popularnych niepoprawnych źródłosłowów nazwy „nylon”. Wg jednej teorii, funkcjonującej od co najmniej 1982 r., słowo to pochodzi od miast New York i London, błędne wskazywanych jako miejsca jednoczesnego odkrycia tego włókna. Szczególnie popularne jest też pseudo-rozszyfrowanie słowa „nylon” jako akronimu zdania Now You Lousy Old Nippoonese („teraz [zobaczysz] ty stary, parszywy Japończyku”), nawiązującego do ówczesnego japońskiego monopolu w produkcji jedwabiu.

## Używany do produkcji
m.in.:
- lin
- włosia w pędzlach
- plecaków
- piłek do koszykówki
- poduszek powietrznych
- pończoch
- rajstop
- sieci
- sit sitodrukowych
- spadochronów
- szczoteczek do zębów
- wykładzin dywanowych
- strun gitarowych
- pałek perkusyjnych
- butów
- bielizny
- rękawic ochronnych